# Claude Bataillon
Pour les articles homonymes, voir Bataillon (homonymie).
Claude Bataillon, né le 3 août 1931, est professeur émérite de géographie  de l'université de Toulouse-Le Mirail. Il est le fils de l'hispaniste Marcel Bataillon et le beau-frère de la traductrice Laure Guille-Bataillon.
Claude Bataillon est ancien directeur de recherche au CNRS, ancien directeur de collections au CNRS pour l'Amérique du Sud et ancien directeur du Groupe de recherches sur l'Amérique latine (GRAL) à Toulouse. Il a également été conseiller culturel de l'ambassade de France à Mexico. C'est un spécialiste reconnu de l'Amérique latine en général et du Mexique en particulier.
Depuis 1996, il porte intérêt à l'histoire contemporaine de la géographie française, comme en témoigne son dernier ouvrage intitulé Géographes, génération 1930 où l'on trouvera une mise en perspective de sa vie professionnelle parmi ses collègues proches de la revue L'Espace géographique.
Depuis 2007, il reprend contact avec le Maghreb et le Sahara, qui furent dans les années 1950 ses premiers domaines de recherche (voir "Alger Mexico Tunis")

## Œuvres
Liste non exhaustive.
- Géographes, génération 1930, à propos de Roger Brunet, Paul Claval, Olivier Dollfus, François Durand-Dastès, Armand Frémont, Fernand Verger, Presses Universitaires de Rennes, collection "Espace et territoires", 2009, 228 p.
- Marcel Bataillon, hispanisme et engagement. Lettres, carnets, textes retrouvés (1914-1967), Paris, Presses Universitaires du Mirail, 2009, 178 p.
- Un géographe français en Amérique Latine, quarante ans de souvenirs et de réflexions, Paris, Institut des Hautes Etudes de l'Amérique latine, La Documentation Française, 2008, 249 p.
- Pour la géographie, Paris, Flammarion, 1999  (ISBN 2-08-212810-5).
- Mutations des campagnes du tiers monde (coordinateur), Paris, Éditions du CNRS, Centre régional de publications de Toulouse, 1981, 159 p.
- Etat, pouvoir et espace dans le tiers monde (coordinateur), Paris, Presses Universitaires de France, IEDES, 1977, 288 p.
- Les régions géographiques au Mexique, Paris, Institut des hautes études de l'Amérique latine, Collection "Travaux et mémoires de l'Institut des hautes études de l'Amérique latine", 1967, 212 p.
- Ville et campagnes dans la région de Mexico, Paris, Éditions Anthropos, 1971.
- L'espace mexicain : questions d'actualité (avec Jean Meyer, Jean Revel-Mouroz), Paris, Institut des hautes études de l'Amérique latine, Collection "Travaux et mémoires de l'Institut des hautes études de l'Amérique latine".
- Mexique : bilan de la présidence Echeverria, l'indigénisme mexicain, Paris, La Documentation française, 1977.
- Mexico aujourd’hui : la plus grande ville du monde (avec Louis Panabière), Paris, Publisud, Collection "Urbasud", 1988, 245 p. ISSN 0991-5907.
- Amérique latine (avec Jean-Paul Deler et Hervé Théry), Géographie universelle, Paris, Hachette/Reclus, 1991, 480 p.  (ISBN 2-01-014828-2).